# A Person of Interest
A Person of Interest é o terceiro álbum de estúdio pelo rapper americano de hip hop DJ Paul, um dos membros e fundadores do grupo de Memphis, Three 6 Mafia lançado em 22 de outubro de 2012.

## listas de músicas
| N.º            | Título                                    | Producer(s)                               | Duração |  |
| 1.             | "Under My Control (Intro)"                | DJ Paul                                   | 0:37    |  |
| 2.             | "I'm Dat Raw"                             | DJ Paul, Shawty Trap                      | 3:23    |  |
| 3.             | "I Can't Take It" (featuring DJ Kay Slay) | DJ Paul, Shawty Trap                      | 3:31    |  |
| 4.             | "Trap Back Jumpin'"                       | DJ Paul, Dream Drumz                      | 3:21    |  |
| 5.             | "If I Want 2"                             | DJ Paul, Shawty Trap                      | 1:59    |  |
| 6.             | "Get 'em Done"                            | DJ Paul, Shawty Trap                      | 3:05    |  |
| 7.             | "Amnesia"                                 | DJ Paul, Shawty Trap                      | 3:04    |  |
| 8.             | "Had ta Eat" (featuring Aaron Williams)   | DJ Paul, Aaron Williams                   | 2:58    |  |
| 9.             | "All in da Family"                        | DJ Paul, Young Preach                     | 3:17    |  |
| 10.            | "Chin Up"                                 | DJ Paul, Dream Drumz                      | 3:19    |  |
| 11.            | "Zeros & Commas"                          | DJ Paul, Gtown Vega                       | 2:58    |  |
| 12.            | "Burn"                                    | DJ Paul, Dream Drumz                      | 2:44    |  |
| 13.            | "W.I.L.L." (featuring Gucci Mane)         | DJ Paul, Dream Drumz                      | 3:39    |  |
| 14.            | "Which One"                               | DJ Paul, Gtown Vega                       | 3:18    |  |
| 15.            | "E&J" (featuring Locodunit)               | DJ Paul, Shawty Trap                      | 3:59    |  |
| 16.            | "Shut 'em Down"                           | DJ Paul, Shawty Trap                      | 3:09    |  |
| 17.            | "No Panties"                              | DJ Paul, Gtown Vega                       | 3:36    |  |
| 18.            | "Witha Shit" (featuring Locodunit)        | DJ Paul, Shawty Trap, Premo Danger (add.) | 4:05    |  |
| 19.            | "I'm There"                               | DJ Paul, J Green                          | 3:36    |  |
| 20.            | "Leggo"                                   | DJ Paul, Shawty Trap                      | 3:34    |  |
| 21.            | "In My Zone"                              | DJ Paul, J Green, Premo Danger (add.)     | 3:29    |  |
| 22.            | "I'm Sprung" (featuring Lil Wyte)         | DJ Paul, Dream Drumz                      | 3:08    |  |
| 23.            | "My Best (My Pimpin)"                     | DJ Paul, J Green, Premo Danger (add.)     | 3:03    |  |
| 24.            | "Brand New"                               | DJ Paul, Shawty Trap                      | 2:42    |  |
| 25.            | "Unstoppable"                             | DJ Paul                                   | 2:45    |  |
| 26.            | "Outro"                                   |                                           | 1:26    |  |
| Duração total: | Duração total:                            | Duração total:                            | 79:56   |  |

| iTunes faixas bônus |                                 |                      |         |  |
| N.º                 | Título                          | Producer(s)          | Duração |  |
| 27.                 | "Re-Up" (featuring Project Pat) | DJ Paul, Dream Drumz | 3:15    |  |
| 28.                 | "King Shit"                     | DJ Paul, Shawty Trap | 3:33    |  |